# Johannes Lauristin

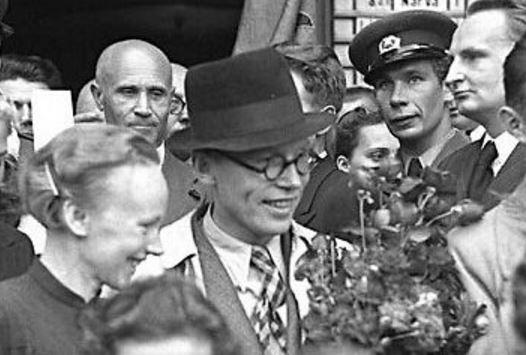

Johannes Lauristin (ur. 29 października 1899 w Tallinie, zm. 28 sierpnia 1941 tamże) – estoński polityk komunistyczny, przewodniczący Rady Komisarzy Ludowych Estońskiej SRR w latach 1940-1941.
W 1914 skończył szkołę, od 1915 pracował w fabryce, w maju 1917 wstąpił do partii komunistycznej SDPRR(b), 1919-1921 służył w estońskiej armii. W 1922 był członkiem Centralnej Rady Związków Zawodowych Estonii i KC Komunistycznego Związku Młodzieży Estonii, 1922-1923 redagował gazetę "Talliński Robotnik". W 1923 został wybrany do estońskiego parlamentu z listy komunistycznej, jednak wkrótce, partia komunistyczna została zdelegalizowana, a on sam aresztowany. Zwolniony w marcu 1931, wkrótce ponownie aresztowany i uwięziony, amnestionowany w 1938, został członkiem nielegalnego Biura KPE, a od czerwca do sierpnia 1940 był sekretarzem KC KPE. Po aneksji Estonii przez ZSRR został 25 sierpnia 1940 przewodniczącym Rady Komisarzy Ludowych Estońskiej SRR, a 12 września 1940 członkiem Biura KC Komunistycznej Partii (bolszewików) Estonii. Według oficjalnej wersji zginął podczas ewakuacji Tallina na pokładzie okrętu "Wołodarski" lub "Jakow Swierdłow"; według żony Olgi został zamordowany przez NKWD z powodu nieprzestrzegania poleceń Stalina dotyczących niszczenia prywatnych przedsiębiorstw. W 1946 pośmiertnie odznaczony Orderem Lenina.